# Гусельникова Тамара Валентинівна
Тама́ра Валенти́нівна Гусе́льникова (нар. 23 вересня 1940, Борзя, Читинська область) — українська радянська архітекторка-реставраторка.

## Життєпис
1969 року закінчила Київський інженерно-будівельний інститут.
У 1965—1994 роках працювала в Українському спеціалізованому науково-реставраційному виробничному управлінні («Укрпроектреставрація»).
Лауреатка Шевченківської премії 1981 року — разом із Шоріним, Озерним, Семерньовим, Стешиним, Івановим, Хлопинською, Чередниченко, Керанчуком — за створення Музею суднобудування і флоту в Миколаєві.
Авторка проєктів реставрації наступних споруд:
- Лютеранської церкви-кірхи Одеси — пам'ятка архітектури 1897 року,
- ротонди з терасами — архітектурного елемента колишнього церковного комплексу Вознесенська Миколаївської області — пам'ятка архітектури 1837 року,
- Кріпацьких і Очаківських воріт з валами та Московських воріт з бастіоном у Херсоні — пам'ятка архітектури — 1780,
- Катерининського собору зі склепом князя Г. Потьомкіна, Херсон, пам'ятка архітектури — 1786,
- будинку головного командира Чорноморського флоту і портів (Музей суднобудування і флоту Миколаєва — пам'ятка архітектури — 1792,
- комплексу Покровського собору в Охтирці Сумської області — пам'ятка архітектури — 1784,
- пантеону в Розумівці Луганської області (Музей генерала Разумовського — пам'ятка архітектури І-ї половини XIX століття),
- Українського музично-драматичного театру ім. О. Кобилянської в Чернівцях.